# Подъёмник
Подъёмник — грузоподъёмная машина, предназначенная для вертикального или наклонного межуровневого перемещения людей и (или) грузов в специальных грузонесущих устройствах (вагоны, кабины, клети, ковши, платформы, скипы, тележки и др.), подвешенных на канатах или цепях и движущихся по жёстким вертикальным (реже наклонным) направляющим или рельсовому пути.

## Классификация
Подъёмники классифицируют по следующим признакам:
- По принципу действия
  - прерывного (циклического);
  - непрерывного действия.
- По способу передачи воздействия от привода к грузонесущим устройствам
  - канатные;
  - цепные;
  - реечные;
  - винтовые;
  - плунжерные.

## Типы
Клетьевые подъёмники (так называемые лифты) предназначены исключительно для вертикального перемещения грузов и людей в клети, движущейся в жестких направляющих. Они имеют большое применение в различных промышленных предприятиях, а также в магазинах и в жилых домах.
Клетьевые подъёмники разделяются на грузовые и пассажирские. Грузовые в свою очередь делятся на собственно грузовые, товаро-пассажирские (грузовые с проводником) и малые товарные (для пищевых предприятий и торговых учреждений). По роду привода они разделяются на электрические, гидравлические и подъёмники с ручным приводом. Наибольшее применение имеют подъёмники с электроприводом.
Скорость движения грузовых подъёмников колеблется в пределах 0,1-1,5 м/сек. Обычные пассажирские подъёмники имеют скорость v = 0,5-3,5 м/сек.
Основные данные пассажирских и грузовых электрических подъёмников нормированы по ГОСТ 5745-51 (ГОСТ 5745-51 на 01.10.2015 г. не действует, отменён без замены).
Грузоподъёмность пассажирских подъёмников обычно рассчитывается на подъём 0,25-1,5 т;
грузовые подъёмники поднимают 0,25-15 т, а малые товарные — 50-100 кг.
Основные части клетьевого электрического подъёмника следующие: клеть или кабина, направляющие устройства для клети, шахта, противовес, органы подвешивания, лебёдка, предохранительные устройства, электроуправление.
Пневматические переносные подъемники — подъёмники с пневматическим приводом, используются вместо талей.
Гидроподъемники — подъёмники с гидравлическим приводом.
Передвижные подъемники применяются главным образом на складах для укладывания в штабели массовых штучных грузов. Кроме того, они используются также и для некоторых погрузочных работ. Передвижные подъемники подразделяются на несамоходные (штабелеукладчиками) и на самоходные.
Штабелеукладчики изготовляются не только с электроприводом подъемного механизма, но также и с пневматическим или гидравлическим приводом, а при небольшой грузоподъемности — и с ручным механизмом, подъема.
Грузоподъемность штабелеукладчиков находится обычно в пределах 250—1000 кг при высоте подъема до 5 м.
В последнее время все большее и большее распространение получают самоходные подъемники, установленные как на универсальных моторных тележках (на так называемых электро-, пневмо- или автокарах), так и на специализированном колесном ходу с использованием ряда стандартных автомобильных узлов и деталей. Грузоподъемность их редко превышает 5 т при высоте подъема до 5 м.
Самоходные подъемники (автопогрузчики) изготовляются с различными захватными органами, соответствующими форме поднимаемых грузов (вилочный погрузчик).
Одноступенчатые лестничные подъемники грузоподъемностью 250 кг, способны развивать скорость до 30 м/мин и более. Они избавят от необходимости возведения строительных лесов и помогут поднять на крышу любые строительные материалы, будь то черепица, сланец, кирпич или другие мелкоштучные материалы для строительства верхних этажей и кровли. Многофункциональность таких подъемников позволяет поднимать и другие грузы – крупнолистовые материалы, доски, ведра с раствором и т.д.
Мачтовые подъемники — незаменимы для использования на строительных участках, на заводах или других хозяйственных объектах для подъема грузов или людей. Весь модельный ряд отличается по грузоподъемности и габаритам устройства. По принципу действия мачтовые грузовые подъемники ПМГ относятся к классу машин цикличного действия. 